# Organické sloučeniny germania
Organické sloučeniny germania jsou organické sloučeniny obsahující vazby mezi atomy uhlíku a germania. Germanium má podobné vlastnosti jako ostatní prvky 14. skupiny, křemík, cín a olovo, a i vlastnosti organických sloučenin germania jsou podobné příslušným sloučeninám křemíku a cínu.
Syntetickou využitelnost organogermaniových sloučenin omezuje vysoká cena, mají však díky nízké toxicitě výhodu oproti řadě organocínových činidel. Některé z nich, například tetramethylgermanium a tetraethylgermanium se používají jako prekurzory oxidu germaničitého pro chemickou depozici z plynné fáze.
První organickou sloučeninou germania připravil v roce 1887 Clemens Winkler, šlo o tetraethylgerman, jenž vznikl reakcí chloridu germaničitého s diethylzinkem.
V roce 1966 bylo popsáno propagermanium (bis-(2-karboxyethylgermanium)seskvioxid).

## Organogermany
Organogermany, sloučeniny typu R4Ge, s alkylovými (R) skupiny se připravují z nejlevnějšího dostupného prekurzoru, chloridu germaničitého, a alkylových nukleofilů.
Nukleofilita sloučenin prvků 14. skupiny roste v řadě Si<Ge<Sn a stejně roste i vliv hyperkonjugace nazývaný beta-křemíkový efekt. Vazby Si-C jsou málo polární, u Sn-C je polarita vyšší a vazby s germaniem se nachází mezi nimi.
Podobně jako odpovídající sloučeniny křemíku jsou allylgermany v důsledku polarizace vazby silně nukleofilní (rozdíl elektronegativity 2,55 − 2,01 = 0,54) a allylová skupina vytváří s atomem germania stabilizační efekt α-karboniontu.
Karbonylová skupina se v této reakci aktivuje fluoridem boritým.

### Hydridy
Isobutylgerman (IBGe) (Me2CHCH2)GeH3 se používá jako kapalný zdroj germania pro MOVPE. Zkoumá se jako bezpečnější a méně toxická náhrada germanu.
Hydrid tris(trimethylsilyl)germania (Me3Si)3GeH je předmětem výzkumu jako možná netoxická náhrada hydridů cínu, jako je tributylcín.

### Ostatní sloučeniny
Trifenylgermanol (Ph3GeOH) je bezbarvá kapalina. Podobně jako izostrukturní silanol vytváří v pevném skupenství vodíkové vazby.
Je známa řada reaktivních meziproduktů obsahujících germanium, například germyleny (obdoba karbenů), germylové radikály a germyny (obdoba karbynů). Digermyny vznikají jen u značně objemných substituentů. Na rozdíl od alkynů u nich nevytváří vazby C-Ge-Ge-C lineární struktury, které jsou ovšem stále rovinné. Délky vazeb Ge-Ge jsou 222 pm a úhly Ge-Ge-C činí 131°. Uvedené sloučeniny vznikají redukcemi arylgermanatých halogenidů.
Podobně jako u křemíku, ovšem odlišně od uhlíku, se sloučeniny obsahující dvojné vazby Ge=C (germeny) a Ge=Ge (digermyleny) vyskytují vzácně. Jako příklad lze uvést deriváty germabenzenu, germaniového analogu benzenu.